# Вакуумний потяг
Вакуумний потяг або Vactrain — запропонований приблизно сто років тому, але поки не реалізований концепт високошвидкісного наземного транспорту. Цей спосіб переміщення передбачає рух за допомогою магнітної левітації всередині труб з вакуумом або з сильно розрідженим повітрям. Відсутність повітряного опору і тертя дозволить рухатися з дешево та з великою швидкістю (приблизно 6400-8000 км/год — тобто в 5-6 разів швидше звуку в повітрі).

## Принцип роботи

### Переваги
- Через відсутність опору повітря і тертя можуть стати досяжними дуже високі швидкості, вище ніж у будь-якого іншого наземного виду транспорту.
- Відсутність зносу труб і вагонів через відсутність контакту з ними.
- Потенційно низька вартість поїздки.
- Повністю автоматична маршрутизація.
- Може бути суміщений з гравітаційним поїздом.

### Недоліки
- Висока вартість інфраструктури.
- Перешкоди від сильного магнітного поля на чутливі пристрої, наприклад кардіостимулятори і магнітні диски.
- Смертельна небезпека для пасажира при розгерметизації.
- При перебоях у постачанні електроенергії магнітна подушка виходить із ладу, та виникає загроза зіткнення потягу зі стінками тунелю, що є дуже небезпечним на великій швидкості.

## Спроби реалізації

### Передісторія: пневмопошта та пневмопотяги на рейках
Ідея переміщення предметів в трубі або тунелі з розрідженим повітрям має тривалу практику здійснення у вигляді пневмотранспорту. Перше письмове повідомлення було доставлене по трубі в 1792 році в соборі Святого Стефана у Відні. У 1916 році загальносвітова протяжність труб пневмопошти становила приблизно 1 000 км, з яких понад 400 км розташовувалися у Франції. В даний час лінії пневматичної пошти використовуються в госпіталі Шаріте в Берліні і Російській державній бібліотеці в Москві.
Ідея потяга, що рухається тунелем з розрідженим повітрям, вперше була запатентована в 1835 році Генрі Пінкусом (англ. Henry Pinkus). Тоді ж він побудував експериментальну лінію пневматичної залізниці вздовж Кенсингтонського каналу в Лондоні. 
Першу діючу лінію відкрили в 1840 році Семюел Клегг і Джозеф Самуд, вона функціонувала як частина дороги Birmingham, Bristol & Thames Junction Railway. Самуд присвятив цій дорозі книгу «A Treatise on the Adaptation of Atmospheric Pressure to the Purposes of Locomotion on Railways» (1841 рік). Beach Pneumatic Transit, перша лінія метрополітену в Нью-Йорку, також являла собою пневмопотяг; в 1960-ті роки вона наштовхнула винахідника Лоуренса Едвардса на ідею гравітаційно-вакуумного транзиту.
Влітку 1864 року у лондонському парку "Crystal Palace Park" протягом двох місяців функціонував експериментальний пневматичний потяг на рейках. Лінія була спроєктована британським інженером Томасом Вебстером Рамелом, її довжина складала 550 метрів, середня швидкість пересування потягу була 40 км/год — вдвічі більше ніж транспорт з конями типовий для тієї епохи. Єдиний вагон потягу пересувався по вузькому тунелю під дією потужного вентилятору, який всмоктував вагон з одного кінця тунелю до іншого. Поїздка коштувала шість пенсів.

### Історія
Вперше ідея вакуумного потяга була публічно висловлена в 1909 році в замітці, що вийшла в журналі «Scientific American» з посиланням на неназваного читача. Читач запропонував організувати рух автомобілів у вакуумній трубі на основі магнітної левітації. За його розрахунками, шлях від Нью-Йорка до Філадельфії (136 км) зайняв би в такому випадку 6 хв 44 с, а відстань від Нью-Йорка до Бостона (305 км) могла бути подолано за 10 хв 4 с. Згодом неназваний читач став відомим як американський піонер космонавтики Роберт Ґоддард (англ. Robert Goddard). Після смерті винахідника у 1945 році в його паперах були знайдені прототипи вакуумного потяга, що рухається з середньою швидкістю 1 000 миль на годину (1 600 км/год). Тоді ж удова винахідника Естер Крістін Ґоддард подала заявки на отримання патентів US 2511979 A «Vacuum tube transportation system» і US 2488287 A «Apparatus for vacuum tube transportation».
Перші в світі досліди з переміщенням тіла у вакуумній трубі за рахунок електромагнітного поля поставив у 1911-1913 роках в Томському технологічному інституті російський професор Борис Вейнберг. За його задумом, капсула (сигароподібний циліндр завдовжки близько 2,5 м і заввишки 0,9 м) всередині труби мала розганятися на станції відправлення соленоїдом, який виконує в цьому випадку роль електромагнітної гармати, а на станції призначення тим же соленоїдом мала гальмуватися. Вейнберг припускав, що капсула зможе розвивати швидкість до 800-1 000 км/год. Навесні 1914 року професор повідомив про свої досягнення в лекції на тему «Рух без тертя», прочитаній в Петербурзі. 
У 1934 році німецький інженер Герман Кемпер (нім. Hermann Kemper) подав заявку на отримання патенту DE 643316 C «Schwebebahn mit raederlosen Fahrzeugen, die an eisernen Fahrschienen mittels magnetischer Felder schwebend entlang gefuehrt werden» на систему, що нагадує рішення Вейнберга — металевий закритий снаряд, що переміщався в трубі. У 1939-1943 роках у Третьому рейху йшла робота над створенням такого потяга, проте через Другу світову війну ідея не була доведена до кінця.
У 1969 році декан факультету науки і техніки Університету Мейджо з Наґої Кеноя Одзава (англ. Kyunojo Ozawa або Hisanojo Ozawa) помістив у вакуумний тунель реактивний потяг, який розвинув швидкість 2 300 км/год. Довжина потяга становила 220 м, діаметр 5 м. Наступного року Одзава возив на цьому потязі піддослідних тварин.

### Сучасність
У 2005 році в Росії було видано патент 2252881 на «Надзвукову наземну транспортну систему Янсуфіна» (рос. Сверхзвуковая наземная транспортная система Янсуфина). Патент передбачає створення системи, за якої в разі досягнення тяги, яка дорівнює 200 тонн, транспортний засіб завдовжки 400-450 метрів розганяється до швидкості 2 448 км/год за 5 хвилин 40 секунд. За рік той самий автор отримав патент РФ 2277482 на «Світову наземно-надзвукову транспортну систему Янсуфіна Н. Р.» (рос. Мировая наземно-сверхзвуковая транспортная система Янсуфина Н. Р.) завдовжки 30 600 км.
Китай готує до здійснення проєкт рейкового поїзда в підземному тунелі зі зниженим тиском повітря. Проєкт передбачається реалізувати до 2020 року. Імовірно, поїзд буде здатний розвивати швидкість близько 1 000 км/год. Вартість одного кілометра такої підземної дороги оцінюється в 2,9 мільйона доларів.
Плани будівництва підводного Трансатлантичного тунелю для надзвукових поїздів на магнітній подушці виношує один із проєктувальників Євротунелю американський винахідник Френк Девідсон (англ. Frank Davidson). Він поставив експеримент, під час якого кулька для пінг-понгу розігналась у 300-метровій пластиковій трубі до швидкості 1 200 км/год.
Влітку 2013 року американський підприємець Ілон Маск представив проєкт транспортної системи Hyperloop, що є потягом на повітряній подушці, який рухається в умовах форвакууму. На початку 2015 року було оголошено плани будівництва першої 8-кілометрової траси в екологічному місті Quay Valley, зведення якого має розпочатися в 2016 році в окрузі Кінгс штату Каліфорнія.
У жовтні 2013 року фінська компанія Astronomic представила варіант будівництва підводного тунелю між Гельсінкі і Таллінном, в якому курсував би вакуумний потяг «Sonicloop» зі швидкістю 1 600 кілометрів на годину.
В лютому 2015 року голова американської компанії Hyperloop Transportation Technologies Дірк Алборн заявив, що його компанія збирається побудувати в Європі високошвидкісну залізницю для вакуумних поїздів Hyperloop. Вона дозволить подорожувати зі Словаччини до Угорщини і Австрії за лічені хвилини.